# Премія «Золота дзиґа» найкращому режисерові
Премія імені Юрія Іллєнка найкращому режисерові — одна з кінематографічних нагород, яку надає Українська кіноакадемія в рамках Національної кінопремії Золота дзиґа. Її присуджують найкращому режисерові фільму українського виробництва починаючи з церемонії Першої національної кінопремії 2017 року. Нагорода отримала назву на честь видатного українського кінорежисера Юрія Іллєнка.
Першим переможцем у цій номінації став режисер фільму Гніздо горлиці Тарас Ткаченко. Премію на церемонії Першої національної кінопремії, що відбулася 20 квітня 2017 року вручила переможцю Народна артистка України Людмила Єфименко.

## Переможці та номінанти
Нижче наведено список лауреатів, які отримали цю премію, а також номінанти. ★ Імена переможців виділені окремим кольором

## 2010-ті
| Церемонії   | Фото лауреата        | Режисер                  | Фільм            |
| ----------- | -------------------- | ------------------------ | ---------------- |
| 1-ша (2017) |                      | ★ Тарас Ткаченко         | «Гніздо горлиці» |
| 1-ша (2017) | • Олена Дем'яненко   | «Моя бабуся Фані Каплан» |                  |
| 1-ша (2017) | • Анатолій Матешко   | «Полон»                  |                  |
| 2-га (2018) |                      | ★ Сергій Лозниця         | «Лагідна»        |
| 2-га (2018) | • Валентин Васянович | «Рівень чорного»         |                  |
| 2-га (2018) | • Аркадій Непиталюк  | «Припутні»               |                  |
| 3-тя (2019) |                      | ★ Сергій Лозниця         | «Донбас»         |
| 3-тя (2019) | • Ярослав Лодигін    | «Дике поле»              |                  |
| 3-тя (2019) | • Марися Нікітюк     | «Коли падають дерева»    |                  |
| 3-тя (2019) | • Антоніна Ноябрьова | «Герой мого часу»        |                  |
| 3-тя (2019) | • Володимир Тихий    | «Брама»                  |                  |
| 4-та (2020) |                      | ★ Наріман Алієв          | «Додому»         |
| 4-та (2020) | • Роман Бондарчук    | «Вулкан»                 |                  |
| 4-та (2020) | • Антоніо Лукіч      | «Мої думки тихі»         |                  |

## 2020-ті
| Церемонії    | Фото лауреата      | Режисер                    | Фільм             |
| ------------ | ------------------ | -------------------------- | ----------------- |
| 5-та (2021)  |                    | ★ Валентин Васянович       | «Атлантида»       |
| 5-та (2021)  | • Наталія Ворожбит | «Погані дороги»            |                   |
| 5-та (2021)  | • Михайло Іллєнко  | «Толока»                   |                   |
| 2022         | Не присуджувалася  | Не присуджувалася          | Не присуджувалася |
| 6-та (2022)* |                    | ★Катерина Горностай        | «Стоп-Земля»      |
| 6-та (2022)* | • Тарас Дронь      | «Із зав'язаними очима»     |                   |
| 6-та (2022)* | • Олег Сенцов      | «Носоріг»                  |                   |
| 7-ма (2023)  |                    | ★ Дмитро Сухолиткий-Собчук | «Памфір»          |
| 7-ма (2023)  | • Марина Ер Горбач | «Клондайк»                 |                   |
| 7-ма (2023)  | • Антоніо Лукіч    | «Люксембург, Люксембург»   |                   |
| 8-ма (2024)  |                    | ★ Філіп Сотниченко         | «Ля Палісіада»    |
| 8-ма (2024)  | • Олесь Санін      | «Довбуш»                   |                   |
| 8-ма (2024)  | • Мстислав Чернов  | «20 днів у Маріуполі»      |                   |

## Рекорди
- Найбільша кількість перемог — Сергій Лозниця (2) за фільми «Лагідна» (2018) та «Донбас» (2019)
- Найбільша кількість номінацій — по дві: Сергій Лозниця (2018, 2019), Валентин Васянович (2018, 2021), Антоніо Лукіч (2020, 2023)